# Arney Rocha
Arney Rocha (Santa Marta, Colombia; 22 de septiembre de 2003) es un futbolista colombiano. Juega como extremo izquierdo y su equipo actual es el Real Cundinamarca de la Categoría Primera B de Colombia.

## Trayectoria

### Valledupar Fútbol Club
En el año 2022 debuta con el extinto Valledupar Fútbol Club donde el 4 de agosto anota su primer gol con el club dándoles el empate a los verdiblancos ante los centauros del Club Llaneros.
En junio de 2023 con un paso por el equipo muy breve, dio por finalizado su ciclo con el club Verdiblanco debido a la desaparición del Valledupar Fútbol Club.Al estar en la obligación de cambiar de razón social y trasladarse este de sede al municipio de Soacha.

### Real Cundinamarca
A mediados del año 2023 debido a la desaparición del Valledupar F.C. y a su cambio de sede. Después de haber pasado por el Real Soacha Cundinamarca y dejar una corta y decepcionante participación en la Categoría Primera B del Futbol Profesional Colombiano razón que causó su desaparición junto al poco apoyo económico de la gobernación de Soacha.
Fue finalmente oficializado como jugador del Real Cundinamarca en el año 2024 con el mismo objetivo que tenían el Valledupar y el Real Soacha que era lograr la clasificación y ascenso a la Categoría Primera A del futbol colombiano.

## Estadísticas
Actualizado al último partido disputado el 23 de noviembre de 2024.
| Club                                | Div.                | Temporada           | Liga  | Liga  | Copa nacional | Copa nacional | Copa Internacional | Copa Internacional | Total | Total |
| Club                                | Div.                | Temporada           | Part. | Goles | Part.         | Goles         | Part.              | Goles              | Part. | Goles |
| ----------------------------------- | ------------------- | ------------------- | ----- | ----- | ------------- | ------------- | ------------------ | ------------------ | ----- | ----- |
| Valledupar Fútbol Club · Colombia   | 2.ª                 | 2022-ll             | 9     | 1     | 0             | 0             | -                  | -                  | 9     | 1     |
| Valledupar Fútbol Club · Colombia   | 2.ª                 | 2023                | 13    | 0     | 0             | 0             | -                  | -                  | 13    | 0     |
| Valledupar Fútbol Club · Colombia   | Total               | Total               | 22    | 1     | 0             | 0             | 0                  | 0                  | 22    | 1     |
| Real Soacha Cundinamarca · Colombia | 2.ª                 | 2023-ll             | 16    | 2     | 0             | 0             | -                  | -                  | 16    | 2     |
| Real Soacha Cundinamarca · Colombia | Total               | Total               | 16    | 2     | 0             | 0             | 0                  | 0                  | 16    | 2     |
| Real Cundinamarca · Colombia        | 2.ª                 | 2024                | 37    | 11    | 2             | 0             | -                  | -                  | 33    | 11    |
| Real Cundinamarca · Colombia        | Total               | Total               | 37    | 11    | 2             | 0             | 0                  | 0                  | 39    | 11    |
| Total en su carrera                 | Total en su carrera | Total en su carrera | 75    | 14    | 2             | 0             | 0                  | 0                  | 77    | 14    |